# Общност на нациите
Общността на нациите (на английски: Commonwealth of Nations), наричана в миналото и Британска общност, е международна организация, включваща 55 вече независими държави, които са били част от Британската империя (с изключение на Мозамбик и Руанда). Основната цел на Общността е да създава атмосфера на икономическо сътрудничество между членуващите държави, както и разпространението на демокрацията и ефективното управление.
Държавите от Общността на нациите си сътрудничат в общата рамка на ценности и цели, описани в Сингапурската декларация. Те включват подкрепата на демокрацията, правата на човека, правовата държава, индивидуалната свобода, егалитаризма, свободната търговия, мултилатерализма и световния мир. Общността не е политически съюз, а междуправителствена организация, в рамките на която на равни начала съжителстват страни с различно обществено, политическо и стопанско устройство.
Общността на нациите осъществява своята дейност чрез постоянния Секретариат на Общността, оглавяван от генерален секретар, и чрез провежданите на всеки две години срещи на държавните и правителствени ръководители на страните членки. Символ на свободното сдружаване на държавите от Общността е главата на Общността, церемониална длъжност, изпълнявана от крал Чарлз III, който в същото време е и държавен глава на 15 от членуващите в организацията държави.
С Общността на нациите са свързани и няколко неправителствени организации, финансирани от междуправителствената Фондация на Общността. Една от тях организира Игрите на Общността, най-популярната проява на Общността на нациите. Тези организации заздравяват споделяната от страните в Общността култура, обхващаща области като спорт, литературно наследство и политически и правни практики. По тези причини страните от Общността не се смятат „чужди“ една на друга и дипломатическите им мисии в други държави от Общността се наричат „върховни комисарства“, а не „посолства“.

## История
Общността е наследник на Британската империя. През 1884 година, по време на посещението си в Австралия, лорд Роузбъри описва променящата се Британска империя, някои от колониите на която стават по-самостоятелни, като една „Общност на нациите“. От 1887 година периодично се провеждат срещи на министър-председателите на Великобритания и колониите, а през 1911 година е поставено началото на Имперските конференции, от които се развива и Британската общност. Конкретно предложение за създаване на такава организация е направено през 1917 година от южноафриканския министър-председател Ян Смьотс, в което той пръв използва наименованието „Британска общност на нациите“ и предвижда „бъдещите конституционни отношения и промени в Британската империя“. Смутс застъпва възгледа, че на Парижката мирна конференция през 1919 година Империята трябва да бъде представлявана и от представители на британските доминиони.
По време на Имперската конференция от 1926 година представителите на Великобритания и доминионите приемат общата Декларация Балфур, с която страните приемат, че те са „с равен статут, по никакъв начин подчинени една на друга в своите вътрешни и външни работи, макар и обединени от обща вярност към Короната, свободно асоциирани членове на Британската общност на нациите“. Тази връзка е по-късно формализирана с Уестминстърския статут от 1931 година. Формално Уестминстърският статут не успява да влезе в сила, тъй като не е ратифициран от Нюфаундленд.
След Втората световна война Британската империя постепенно се разпада, донякъде поради усилилите се движения за независимост в подчинените територии, най-вече в Индия, донякъде поради затрудненото финансово положение на британското правителство след тежките разходи по войната. Така в Лондонската декларация от 1949 година, поставила основите на следвоенното функциониране на организацията, думата „Британска“ е извадена от наименованието на Общността.
С отделянето на владенията на Империята броят на членовете на Общността на нациите бързо нараства. Единствените колонии, които не се включват в организацията, са Бирма (независима от 1948) и Южен Йемен (1967). Броят на неприсъединилите се сред протекторатите и подмандатните територии е по-голям – Египет (независим от 1922), Ирак (1932), Трансйордания (1946), Палестина (1948), Судан (1956), Британска Сомалия (1960), Кувейт (1961), Бахрейн (1971), Оман (1971), Катар (1971) и Обединените арабски емирства (1971). Вероятно най-известната група бивши британски колонии, Съединените щати, не са член на Общността, тъй като получават независимост близо столетие преди появата на тази организация.
Въпросът с членството в Общността на държави, които не са в лична уния с Великобритания, възниква през 1948 година, когато Ирландия отхвърля суверенитета на Короната и се обявява за република. През следващата година британският парламент дава на ирландските граждани статут, подобен на този на гражданите на Общността.
Въз основа на предложението на канадския министър-председател Луи Лоран през 1949 година е постигнато споразумение Индия да остане член на организацията, въпреки приетата републиканска конституция. С този компромис, Индия се присъединява към Лондонската декларация, като се съгласява да приеме британския суверен за „символ на свободното сдружение на независими държави членки и като такъв за глава на Общността“. Мнозина считат това решение за началото на съвременната Общност на нациите.
По настояване на Пакистан се приема, че статутът на Индия не е изключителен и че и останалите страни биха могли да запазят членството си в Общността, отказвайки се от личната уния. През следващите години още държави стават републики или конституционни монархии със собствен монарх, а други запазват личната уния, но конституционното им устройство се развива самостоятелно и стават напълно независими от Великобритания.
С разрастването на Общността Обединеното кралство и бившите „бели доминиони“ стават известни неофициално, а често и подигравателно, като „Бяла общност“, особено във връзка с противоречия с останалите по-бедни членове на организацията. Чести са обвиненията, че „Бялата общност“ има различни интереси от африканските страни и подкрепя расизма и колониализма, например в споровете около Родезия през 70-те години, налагането на санкции срещу ЮАР през 80-те и, в по-ново време, при натиска за демократични реформи в Нигерия и Зимбабве.

## Цели и дейности
Целите на Общността на нациите са обобщени в Сингапурската декларация от 1971 година – налагането на световен мир, разпространението на представителната демокрация и личната свобода, търсенето на равенство и противопоставянето на расизма, свободната търговия и борбата срещу бедността, невежеството и болестите. Към тези цели са добавени противопоставянето на половата дискриминация (Декларация от Лусака, 1979) и подкрепата за устойчивото развитие (Лангкавска декларация, 1989).
В наши дни най-важните цели на Общността са разпространението на демокрацията и развитието, както се подчертава в Декларацията от Асо Рок (2003), в която се заявява: „Ние сме посветени на демокрацията, доброто управление, правата на човека, равенството на половете и по-равномерно споделяне на ползите от глобализацията“.
Общността на нациите е традиционен международен форум, на който развити икономики, като Великобритания, Австралия, Канада, Сингапур и Нова Зеландия, и много от най-бедните страни в света се стремят към взаимно съгласие. Постигането на консенсус в някои случаи се оказва трудно, например през периода на охлаждане на отношенията между Великобритания и африканските страни през 70-те и 80-те години.

## Членство
Общността обхваща население от близо 1,8 милиарда души, около четвърт от жителите на света. Най-голямо е населението на Индия – около 1 милиард души (2001), а Пакистан, Бангладеш и Нигерия имат по повече от 100 милиона жители. Най-малко е населението на Тувалу, едва около 11 хил. души. Площта на страните от Общността е около една четвърт от сушата на света, като Австралия, Канада (втората по големина страна в света) и Индия имат по повече от 2,5 милиона квадратни километра.
По принцип членството в Общността е открито за страни, които приемат основните цели на асоциацията. Членовете трябва да имат настояща или минала конституционна връзка с Обединеното кралство или друг член на Общността. Не всички членове са имали преки конституционни връзки с Обединеното кралство. Някои тихоокеански страни по-рано са били под австралийско управление, а Намибия е управлявана от ЮАР от 1920 до независимостта си през 1990 година. Камерун се присъединява през 1995 година, въпреки че само част от територията му е била под британско управление под мандат на Обществото на народите (1920 – 1946) и на Организацията на обединените нации (1946 – 1961).
Само един член на днешната Общност никога не е бил свързан нито с Британската империя, нито с някой член на Общността. Това е Мозамбик, бивша португалска колония, приета през 1995 г. с подкрепата на нейните съседи, заедно със завръщането на ЮАР. Всички съседни страни са членове на Общността и се стремят да компенсират Мозамбик за щетите, причинени от противопоставянето на белите режими в Родезия и ЮАР. През 1997 година правителствените ръководители на Общността приемат, след известни спорове, че случаят с Мозамбик е изключение и не създава прецедент.
В миналото Шарл дьо Гол предлага Франция, въпреки че никога не е била част от Британската империя, да поиска членство в Общността. Тази идея, макар и да не се реализира, може да се разглежда като следствие от предложението на Уинстън Чърчил да се създаде френско правителство в изгнание по време на Втората световна война, което да се противопостави на марионетния режим на маршал Филип Петен. Египет, Ирак и Израел никога не са проявявали интерес към членство в Общността, въпреки периодите на британско управление. По същия начин Бахрейн, Йордания, Кувейт и Оман не са членове на организацията. Хонконг също не се присъединява към Общността след края на британското управление през 1997, тъй като става част от суверенна държава – Китай.
През 2004 година Бутан е поканена в Общността, но правителството отказва, тъй като смята членството за нарушаване на суверенитета на страната.

### Отстраняване
През последните години Общността отстранява няколко от своите членове от Съвета на Общността, заради тяхната неспособност да формират демократични правителства. Отстранените членове не участват в срещите на лидерите и министрите от Общността, но остават членове на организацията. Фиджи, която по подобни причини е извън Общността между 1987 и 1997, е отстранена след военен преврат в страната (2000 – 2001), както и Пакистан (1999 – 2004). Нигерия е отстранена между 1995 и 1999 година. Зимбабве е отстранена през 2002 година, заради проблеми с избирателната и поземлена реформа на правителството на Робърт Мугабе.

### Прекратяване на членството
Тъй като членството е напълно доброволно, членовете могат да напуснат Общността по всяко време. Пакистан напуска през 1972 в знак на протест срещу признаването от Общността на отделилия се Бангладеш, но отново се присъединява през 1989 година. Зимбабве напуска през 2003 година, когато правителствените ръководители на Общността отказват да отменят отстраняването на страната за нарушаване на правата на човека.
Макар че правителствените ръководители могат да отстраняват членове, Общността няма процедура за изключване. Все пак страните, обявени за републики, автоматично прекратяват членството си, освен ако, както в случая с Индия през 1950 година, не получат разрешението на останалите членове да останат в организацията.
В резултат на враждебността на повечето членове към политиката на апартейд, правителството на ЮАР решава да не иска повторно приемане след обявяването на републиката през 1961 година. Страната е отново приета в Общността през 1995 г. Подобна е ситуацията след обявяването на Фиджи за република през 1987 година и въвеждането на расистко антииндийско законодателство. Фиджи е приета отново през 1997 година.

### Списък на членовете
Към 2024 година в Общността на нациите членуват 55 държави:
- Австралия
- Антигуа и Барбуда
- Бангладеш
- Бахамски острови
- Белиз
- Ботсвана
- Бруней
- Вануату
- Великобритания
- Гана
- Гвиана
- Гренада
- Доминика
- Есватини
- Замбия
- Индия
- Камерун
- Канада
- Кения
- Кипър
- Кирибати
- Лесото
- Мавриций
- Малави
- Малайзия
- Малдивски острови
- Малта
- Мозамбик
- Намибия
- Науру
- Нигерия
- Нова Зеландия
- Пакистан
- Папуа Нова Гвинея
- Руанда
- Самоа
- Сейнт Винсент и Гренадини
- Сейнт Китс и Невис
- Сейнт Лусия
- Сейшелски острови
- Сиера Леоне
- Сингапур
- Соломонови острови
- Танзания
- Тонга
- Тринидад и Тобаго
- Тувалу
- Уганда
- Фиджи
- Шри Ланка
- Южноафриканска република
- Ямайка

## Организация
До смъртта си кралица Елизабет II е номиналният глава на Общността. Освен това тя е и държавен глава на някои от членовете на Общността, но повечето са републики, а има и няколко местни монархии. Ролята на главата на Общността се доближава до церемониален пожизнен председател. В конституционен смисъл постът не е нито наследствена монархия, нито изборно председателство. В резултат на това не е ясно дали наследникът на британския и на много други тронове на държави от Общността ще получи автоматично и поста на глава на Общността или това може да бъде възложено на друг държавен глава.
През 1965 е създаден Секретариат на Общността със седалище в Лондон. Настоящият генерален секретар е Дон Маккинън, бивш външен министър на Нова Зеландия. Основният форум на организацията е срещата на правителствените ръководители на Общността, провеждана през две години. Провеждат се и редовни срещи на министрите на финансите, правосъдието, здравеопазването и други.
Общността на нациите от дълго време е форум, където високо развити икономики (Великобритания, Австралия, Канада, Нова Зеландия) и много от по-бедните страни се опитват да постигнат обща политика. Най-важният документ на Общността е Декларацията от Хараре (1991), където за нейни принципи са обявени демокрацията и доброто управление и се разрешават действия срещу членове на организацията, нарушаващи тези принципи. Преди това колективните действия на Общността са ограничени от принципа за ненамеса във вътрешните работи.
Чрез отделен незадължителен фонд правителствата на Общността поддържат Младежката програма на Общността, подразделение на Секретариата с клонове в Гулу (Уганда), Лусака (Замбия), Чандигарх (Индия), Джорджтаун (Гаяна) и Хониара (Соломонови острови).

## Полза от членството и съвременни проблеми
Общността често е оприличавана на английски клуб за джентълмени и въпросът с членството, кой е и кой не е член на организацията, обикновено изглежда по-важен и определено привлича повече внимание, отколкото нейната същинска дейност. Причина за това е фактът, че основната полза от членството е възможността за близък и сравнително чест контакт на неформална и равнопоставена основа между членовете, които споделят много общи неща в областта на езика, културата и историята.
В ранните си дни Общността представлява и важен икономически блок. Страните от Общността предоставят на стоките на партньорите си привилегирован достъп до своите пазари и се поддържа свободно или преференциално право на миграция между членовете. Тези права са значително редуцирани с времето, но последствията от тях са налице. В повечето страни от Общността има значителни общности със семейни връзки в други членове на организацията – явление, отиващо далеч отвъд ефекта на първичната колонизация на части от Общността от британски заселници. Освен това потребителите в страните от Общността запазват своите предпочитания към стоки от други страни от организацията, така че дори без митнически преференции търговията в рамките на Общността остава неочаквано висока. При влизането на Великобритания в Европейския съюз Конвенцията от Ломе запазва някои от преференциалните права за достъп на стоки от Общността на британския пазар.
През последните десетилетия се наблюдава взаимно намаляване на интереса на страните от Общността на нациите една към друга и нейното директно политическо и икономическо значение намалява. Чрез Европейския съюз Великобритания се сближава с останалите европейски страни. Влизането на страната в ЕС е приемано като предателство от много граждани на страни от Общността, чиито икономики разчитат на привилегирования достъп до британския пазар.
От друга страна бившите британски колонии се сближават с търговски партньори извън Общността и със своите непосредствени съседи. Реакциите срещу имиграцията от страните от Общността във Великобритания през 50-те и 60-те години довежда до ограничения в правото на имиграция. Общността на нациите се ограничава главно до окуражаване на общуването между членуващите страни и до оказване на морален натиск върху членове, нарушаващи международните закони, като правата на човека, и ограничават демократичните свободи. Основни дейности са обучаването на експерти в развиващите се страни и съдействие и наблюдение на избори.
Общността на нациите е полезна и като международна организация, която е символ на значителни културни и исторически връзки между богати и развиващи се страни с различни обществени и религиозни условия. Общото наследство на английския език и литература, общата правна и административна система поддържат клубната атмосфера в Общността.
Гражданите на страните в организацията имат някои отличителни, макар и обикновено не уникални, права в другите членове на Общността. Например гражданите от Общността обикновено имат право да се регистрират за гласуване във всяка от останалите страни, ако живеят там. Гражданите от Общността имат и право на местопребиваване в Обединеното кралство. То им позволява да влизат, живеят и работят там без ограничения. Страните, присъединили се към Общността след 1 януари 1983, са изключени от тази схема. Това са ЮАР, Пакистан, Намибия, Камерун и Мозамбик.

## Културни връзки
Най-вече в резултат на своята история под британско управление, много страни от Общността споделят определени традиции и обичаи, които са елементи на общата култура на Общността. Примери за това са любовта към крикета и ръгбито, движението в лявата лента, съдиите с перуки и използването на британски вместо американски правопис (така наречения английски език на Общността). Никое от изброените не е универсално сред страните на Общността, нито е характерно само за тях, но всички те са по-обичайни в Общността, отколкото извън нея.
Страните от Общността споделят много връзки на неправителствено ниво, най-вече в областта на спорта и културата. Игрите на Общността се провеждат на всеки четири години, две години след всяка Олимпиада. Освен обичайните атлетически дисциплини, те включват и спортове, популярни в Общността, като например кегли. Асоциацията на университетите на Общността е важна за академичните връзки, особено чрез програмите за обучение на студенти в университети на други страни от Общността.
През последните години моделът на Общността на нациите вдъхновява подобни инициативи от страна на Франция и Португалия и техни бивши колонии, както и други симпатизиращи страни. Това са Международната организация на франкофонията и Общността на португалски говорещите страни.